# Moltke (Schiff, 1911)
Die Moltke war ein Großer Kreuzer (Schlachtkreuzer) der kaiserlichen deutschen Marine und Typschiff der Moltke-Klasse. Am 7. April 1910 lief das Schiff bei Blohm & Voss vom Stapel und am 30. September 1911 folgte die Indienststellung.
Das Schiff war nach dem preußischen Generalfeldmarschall Helmuth Karl Bernhard von Moltke benannt.

## Geschichte
Vom 11. Mai bis zum 29. Juni 1912 unternahm die Moltke zusammen mit dem kleinen Kreuzer Stettin eine Nordamerikareise. Sie liefen von Kiel über Ponta Delgada nach Cape Henry, wo sie mit dem Stationskreuzer Bremen zusammentrafen. Gemeinsam liefen die Kreuzer in die Hampton Roads ein, wo sie am 3. Juni von der US-amerikanischen Atlantikflotte in Anwesenheit des US-Präsidenten William Howard Taft empfangen wurden. Am 8./9. Juni verlegte die unter dem Befehl von Konteradmiral Hubert von Rebeur-Paschwitz stehende Division nach New York, wo Moltke und Stettin am 13. Juni ihren Rückmarsch bis zum 29. über Vigo nach Deutschland begannen.
Die ersten Kriegseinsätze erlebte die Moltke am 3. November und am 16. Dezember 1914. Hier beschoss sie zusammen mit der Seydlitz die englischen Städte Yarmouth und Hartlepool. Am 24. Januar 1915 nahm sie an dem Gefecht auf der Doggerbank teil. Am 19. August 1915 wurde die Moltke während des zweiten Vorstoß in die Rigaer Bucht vom britischen U-Boot E1 in der Ostsee torpediert. Nach der Wiederherstellung war sie am 24. und 25. April 1916 an der Beschießung von Lowestoft und Great Yarmouth beteiligt.
Am 31. Mai 1916 war die Moltke als viertes Schiff der 1. Aufklärungsgruppe unter Vizeadmiral Franz Hipper an der Seeschlacht am Skagerrak beteiligt. Nach dem Ausfall seines Flaggschiffes Lützow und nach Stunden auf einem Torpedoboot stieg Hipper schließlich auf die Moltke um.
Bei der Besetzung der baltischen Inseln durch deutsche Truppen (Unternehmen Albion) im Oktober 1917 war die Moltke Flaggschiff des dafür gebildeten Großverbandes unter dem Kommando von Vizeadmiral Ehrhard Schmidt. Am 12. Oktober 1917 beschoss die Moltke im Verein mit dem III. Geschwader (vier Schiffe der König-Klasse und Bayern) ab 5:45 Uhr die russische Batterie Nr. 46 (vier 15,2-cm-Geschütze) auf Kap Ninnast (estnisch Ninase) ostseitig der Tagga-Bucht an der Nordseite der Insel Ösel, um die für 6 Uhr vorgesehene Hauptlandung der Heerestruppen zu unterstützen.
Am 17. November 1917 traf die Moltke während des zweiten Seegefechts bei Helgoland im Verein mit dem neuen Schlachtkreuzer Hindenburg erst spät auf dem Schlachtfeld ein. Sie sollten die beiden Großlinienschiffe Kaiser und Kaiserin unterstützen, welche dem von einer 38-cm-Granate getroffenen kleinen Kreuzer Königsberg zu Hilfe geeilt waren. Daraufhin zogen sich die Briten zurück.
Am 23. April 1918 erlitt die Moltke noch vor dem Versuch, einen britischen Konvoi in der Nordsee nahe Norwegen anzugreifen, eine schwere Turbinenhavarie. Sie musste von der Oldenburg nach Wilhelmshaven zurückgeschleppt werden. Auf dem Rückweg wurde die Moltke von dem britischen U-Boot E42 torpediert, erreichte aber mit 2100 t Wasser im Schiff den Hafen. Bis zum August lag die Moltke in der Werft.

## Verbleib
Nach dem Krieg wurde die Moltke in Scapa Flow interniert und am 21. Juni 1919 mit der restlichen Hochseeflotte von der eigenen Mannschaft versenkt. Das Wrack wurde 1927 gehoben und in einer bemerkenswerten Schleppfahrt kieloben vom deutschen Hochseebergungsschlepper Seefalke nach Rosyth geschleppt, wo die Moltke 1929 verschrottet wurde.

## Kommandanten
| September 1911 bis Januar 1913   | Kapitän zur See Ernst Ritter von Mann Edler von Tiechler                      |
| Januar 1913 bis Januar 1916      | Kapitän zur See Magnus von Levetzow                                           |
| Januar bis September 1916        | Kapitän zur See Johannes von Karpf                                            |
| September 1916 bis Dezember 1918 | Kapitän zur See Hans Gygas                                                    |
| Mai bis September 1918           | Korvettenkapitän Hans Humann und Korvettenkapitän Schirmacher (in Vertretung) |
| Dezember 1918 bis Juni 1919      | Kapitänleutnant Wilhelm Crelinger                                             |

## Bekannte Besatzungsangehörige
- Bernhard Rogge (1899–1982), war von 1957 bis 1962 als Konteradmiral Befehlshaber des Wehrbereichs I

## Bilder

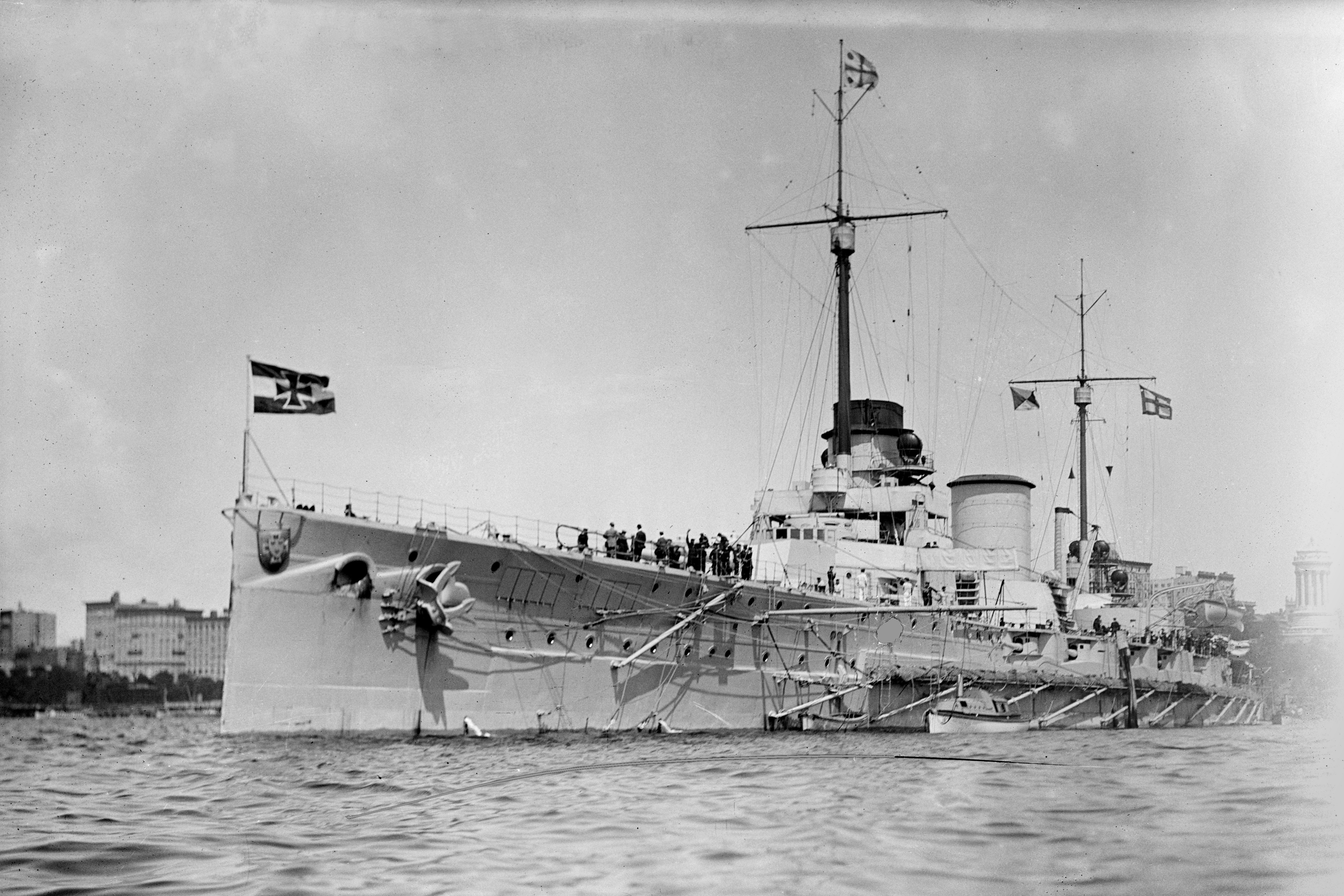
Die Moltke bei einem Besuch in New York im Jahre 1912
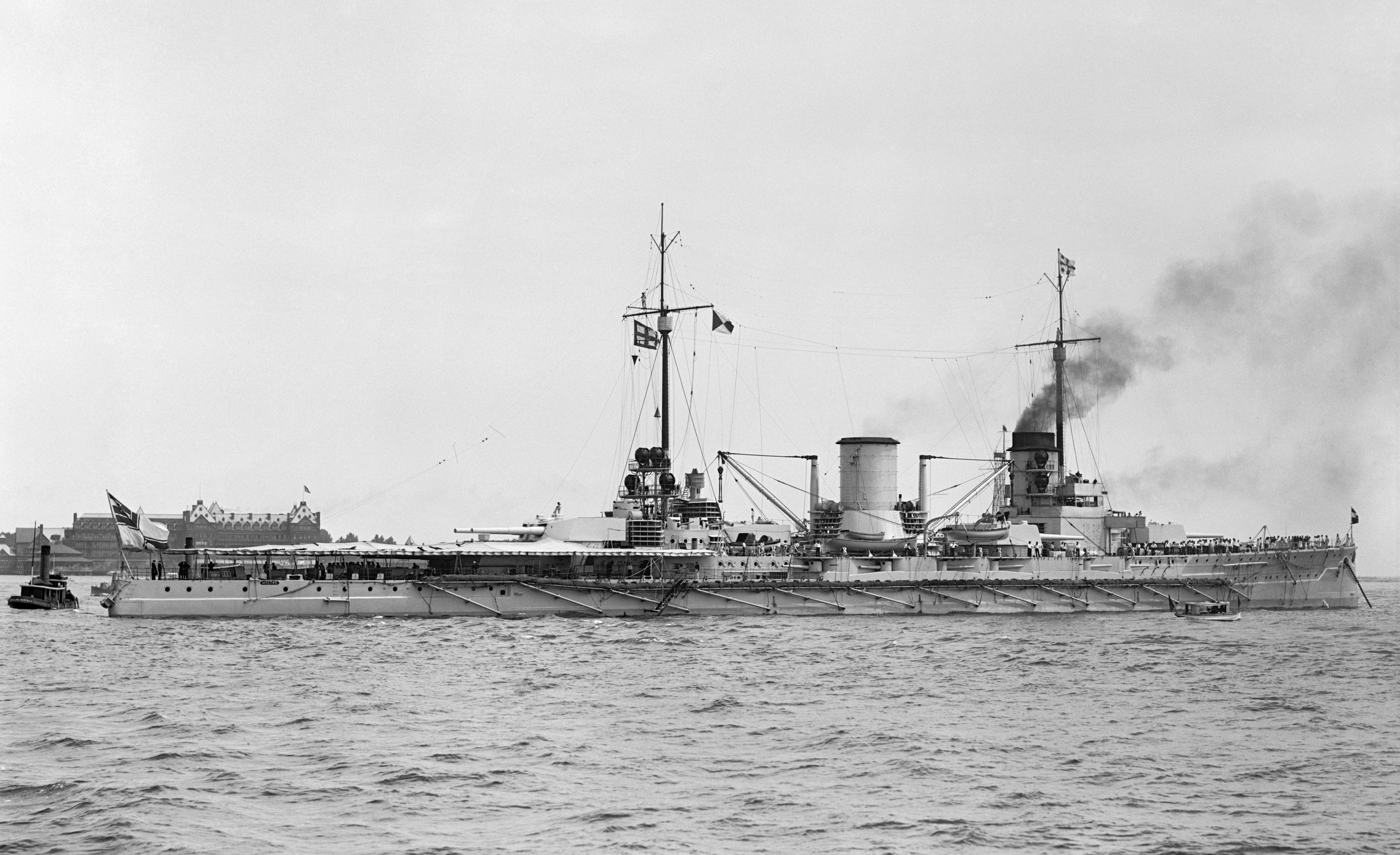
Hafenbesuch in Hampton Roads 1912
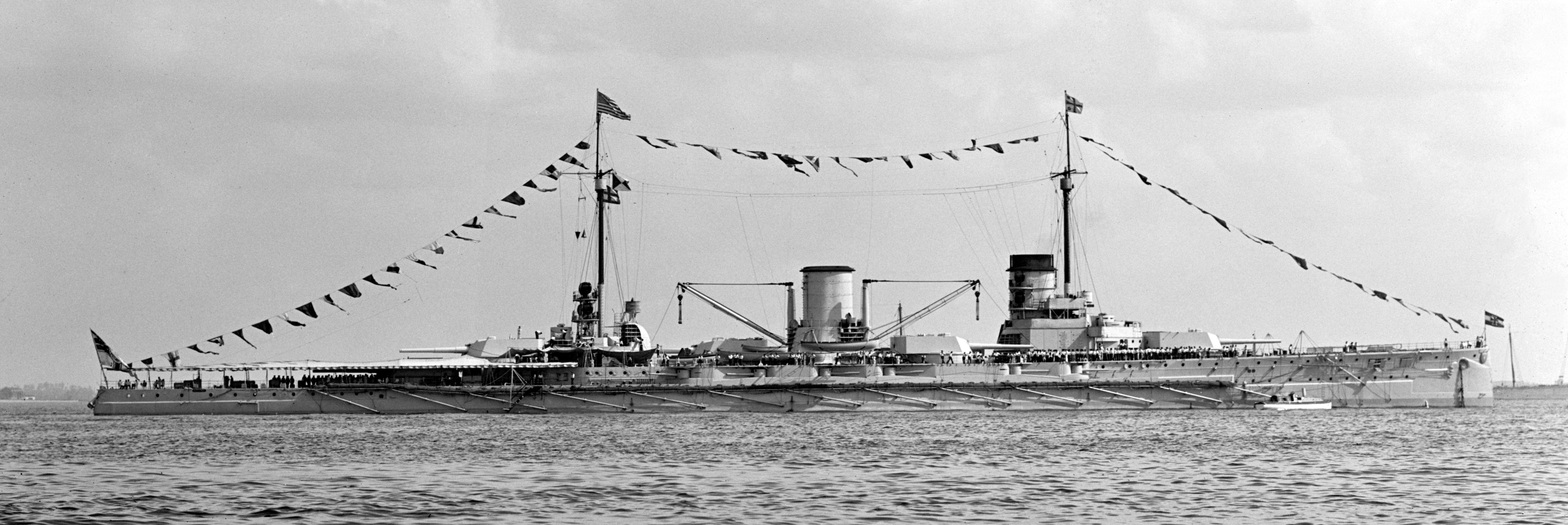
Die Moltke ebenfalls beim USA-Besuch 1912
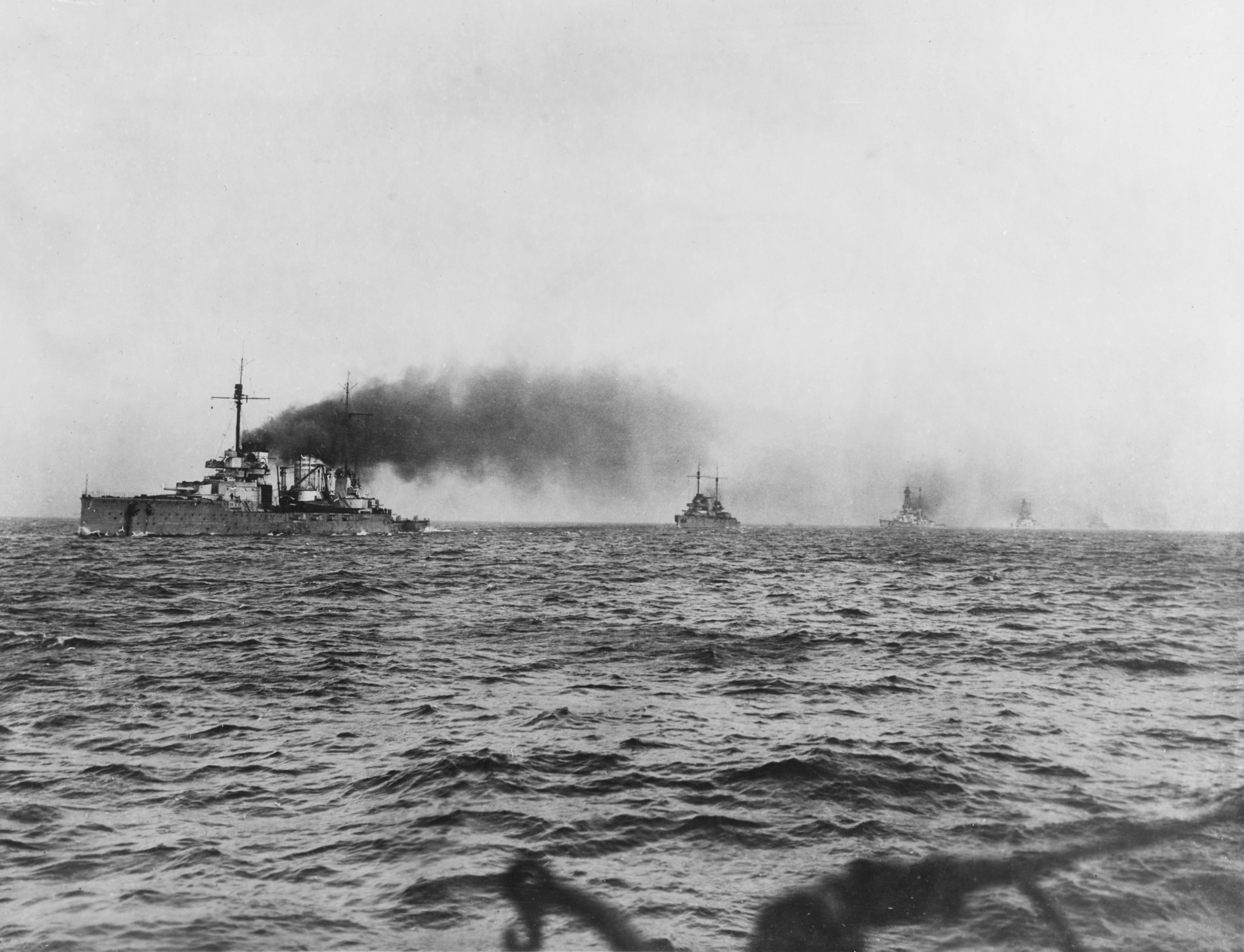
Die Moltke dampft hinter der Seydlitz zur Internierung nach Scapa Flow
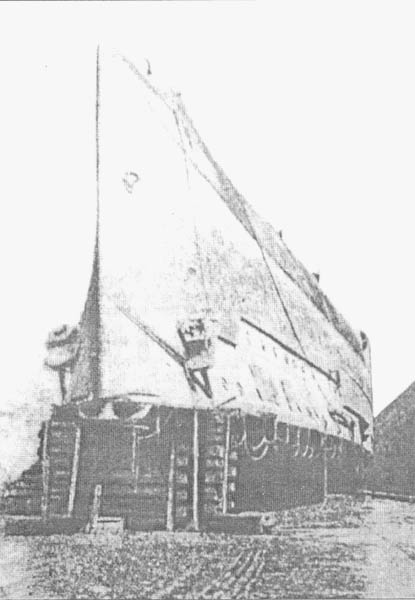
Nach der Hebung im Trockendock von Rosyth